# Głos pustyni
Głos pustyni – polski film przygodowy z 1932 roku. Ekranizacja powieści Ferdynanda Antoniego Ossendowskiego Sokół pustyni.
Po ogromnej popularności Syna szejka z 1926 roku, każda szanująca się kinematografia musiała mieć swą opowieść o szejku, pustyni, Beduinach i romantycznej miłości. Również polscy filmowcy podjęli to wyzwanie. Zdjęcia kręcono w Algierii.

## Treść
Akcja toczy się w zachodniej Afryce. Młody polski wywiadowca, sierżant Milczek (Adam Brodzisz) odkrywa na pustyni „Sokole Gniazdo” – kryjówkę szejka Abdullaha (Eugeniusz Bodo), groźnego rozbójnika, szerzącego postrach w okolicy. Jednak przez nieostrożność wpada w ręce bandytów. Życie ratuje mu piękna żona szejka – Dżemila (Nora Ney), która zakochała się w nim od pierwszego wejrzenia. Ona to umożliwia mu ucieczkę i wkrótce potem podąża za nim. Kiedy jednak widzi kochanka w towarzystwie obcej Europejki (Maria Bogda), jest przekonana o jego zdradzie. Wściekła wraca do męża i ostrzega go przed planowaną francuską ekspedycją, która wyrusza przeciw niemu. Bandyci urządzają zasadzkę. Lecz Dżemila zamiast znalezienia ciała dawnego kochanka znajduje ciało męża.

## Obsada
- Nora Ney – Dżemila, żona szejka
- Maria Bogda – angielska turystka
- Adam Brodzisz – sierżant Milczek
- Eugeniusz Bodo – szejk Abdullach
- Witold Conti – Tarnowski
- Janusz Dziewoński
- Mieczysław Gielniewski
- Kazimierz Jarocki
- Paweł Owerłło – oficer Legii Cudzoziemskiej
- Stefan Wroncki – przemytnik